# Pratval
Pratval era una comuna suiza del cantón de los Grisones en la región de Viamala. El 1 de enero de 2015 se fusionó con las antiguas comunas de Almens, Paspels, Rodels y Tomils para conformar la nueva comuna de Domleschg.